# Bibasilaris
Bibasilaris is een geslacht van vlinders van de familie snuitmotten (Pyralidae), uit de onderfamilie Epipaschiinae.

## Soorten
- B. erythea Druce, 1900
- B. trisulcata Warren, 1891